# Llista de comtats cerimonials d'Anglaterra

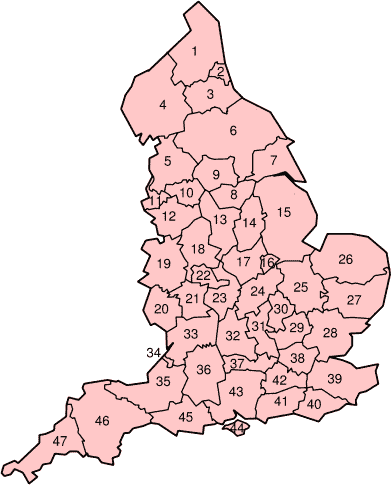
Comtats cerimonials d'Anglaterra

Els comtats cerimonials d'Anglaterra (en anglès: cerimonial counties of England) són àrees d'aquest país constituent britànic per a les quals es designa un Lord Lieutenant. Sovint s'usen en un context geogràfic, ja que la seva mida i homogeneïtat és més adequada per a fer això que la dels comtats administratius, raó per la qual també són anomenats comtats geogràfics (en anglès: geographic counties).

## Taula
| Número al mapa | Localització         | Nom traduït al català                      | Nom original en anglès                    | Superfície (en km²) |
| -------------- | -------------------- | ------------------------------------------ | ----------------------------------------- | ------------------- |
| 1              | Northumberland       | Northumberland                             | Northumberland                            | 5.013               |
| 2              | Tyne y Wear          | Tyne i Wear                                | Tyne and Wear                             | 540                 |
| 3              | Durham               | Durham                                     | Durham o County Durham                    | 2.676               |
| 4              | Cumbria              | Cúmbria                                    | Cumbria                                   | 6.768               |
| 5              | Lancashire           | Lancashire                                 | Lancashire                                | 3.075               |
| 6              | Yorkshire del Nord   | Yorkshire del Nord                         | North Yorkshire                           | 8.654               |
| 7              | Yorkshire de l' Est  | Yorkshire de l'Est o Yorkshire Oriental    | East Riding of Yorkshire o East Yorkshire | 2.479               |
| 8              | Yorkshire del Sud    | Yorkshire del Sud                          | South Yorkshire                           | 1.552               |
| 9              | Yorkshire de l'Oest  | Yorkshire de l'Oest o Yorkshire Occidental | West Yorkshire                            | 2.029               |
| 10             | Gran Manchester      | Gran Manchester                            | Greater Manchester                        | 1.276               |
| 11             | Merseyside           | Merseyside                                 | Merseyside                                | 645                 |
| 12             | Cheshire             | Cheshire                                   | Cheshire                                  | 2.343               |
| 13             | Derbyshire           | Derbyshire                                 | Derbyshire                                | 2.625               |
| 14             | Nottinghamshire      | Nottinghamshire                            | Nottinghamshire                           | 2.160               |
| 15             | Lincolnshire         | Lincolnshire                               | Lincolnshire                              | 6.959               |
| 16             | Rutland              | Rutland                                    | Rutland                                   | 382                 |
| 17             | Leicestershire       | Leicestershire                             | Leicestershire                            | 2.156               |
| 18             | Staffordshire        | Staffordshire                              | Staffordshire                             | 2.713               |
| 19             | Shropshire           | Shropshire                                 | Shropshire                                | 3.487               |
| 20             | Herefordshire        | Herefordshire                              | Herefordshire                             | 2.180               |
| 21             | Worcestershire       | Worcestershire                             | Worcestershire                            | 1.741               |
| 22             | Midlands Occidentals | Midlands Occidentals                       | West Midlands                             | 902                 |
| 23             | Warwickshire         | Warwickshire                               | Warwickshire                              | 1.975               |
| 24             | Northamptonshire     | Northamptonshire                           | Northamptonshire                          | 2.364               |
| 25             | Cambridgeshire       | Cambridgeshire                             | Cambridgeshire                            | 3.389               |
| 26             | Norfolk              | Norfolk                                    | Norfolk                                   | 5.371               |
| 27             | Suffolk              | Suffolk                                    | Suffolk                                   | 3.801               |
| 28             | Essex                | Essex                                      | Essex                                     | 3.670               |
| 29             | Hertfordshire        | Hertfordshire                              | Hertfordshire                             | 1.643               |
| 30             | Bedfordshire         | Bedfordshire                               | Bedfordshire                              | 1.235               |
| 31             | Buckinghamshire      | Buckinghamshire                            | Buckinghamshire                           | 1.874               |
| 32             | Oxfordshire          | Oxfordshire                                | Oxfordshire u Oxon                        | 2.605               |
| 33             | Gloucestershire      | Gloucestershire                            | Gloucestershire                           | 3.150               |
| 34             | Bristol              | Bristol                                    | Bristol                                   | 110                 |
| 35             | Somerset             | Somerset                                   | Somerset                                  | 4.171               |
| 36             | Wiltshire            | Wiltshire                                  | Wiltshire                                 | 3.485               |
| 37             | Berkshire            | Berkshire                                  | Berkshire                                 | 1.262               |
| 38             | Gran Londres         | Gran Londres                               | Greater London                            | 1.577               |
| 39             | Kent                 | Kent                                       | Kent                                      | 3.736               |
| 40             | Sussex Oriental      | Sussex Oriental o Sussex de l'Est          | East Sussex                               | 1.792               |
| 41             | Sussex Occidental    | Sussex Occidental o Sussex de l'Oest       | West Sussex                               | 1.991               |
| 42             | Surrey               | Surrey                                     | Surrey                                    | 1.663               |
| 43             | Hampshire            | Hampshire                                  | Hampshire                                 | 3.769               |
| 44             | Illa de Wight        | Illa de Wight                              | Isle of Wight                             | 380                 |
| 45             | Dorset               | Dorset                                     | Dorset                                    | 2.653               |
| 46             | Devon                | Devon                                      | Devon                                     | 6.707               |
| 47             | Cornualla            | Cornualla                                  | Cornwall                                  | 3.563               |
| s/n            | s/n                  | Ciutat de Londres o la City                | City of London o The City                 | 2,6                 |